# 6 يناير
- السبت
- الأحد
- الاثنين
- الثلاثاء
- الأربعاء
- الخميس
- الجمعة

- 2827 جمادى الآخرة 1446  هـ
- 2928 جمادى الآخرة 1446  هـ
- 3029 جمادى الآخرة 1446  هـ
- 3130 جمادى الآخرة 1446  هـ
- 11 رجب 1446  هـ
- 22 رجب 1446  هـ
- 33 رجب 1446  هـ
- 44 رجب 1446  هـ
- 55 رجب 1446  هـ
- 66 رجب 1446  هـ
- 77 رجب 1446  هـ
- 88 رجب 1446  هـ
- 99 رجب 1446  هـ
- 1010 رجب 1446  هـ
- 1111 رجب 1446  هـ
- 1212 رجب 1446  هـ
- 1313 رجب 1446  هـ
- 1414 رجب 1446  هـ
- 1515 رجب 1446  هـ
- 1616 رجب 1446  هـ
- 1717 رجب 1446  هـ
- 1818 رجب 1446  هـ
- 1919 رجب 1446  هـ
- 2020 رجب 1446  هـ
- 2121 رجب 1446  هـ
- 2222 رجب 1446  هـ
- 2323 رجب 1446  هـ
- 2424 رجب 1446  هـ
- 2525 رجب 1446  هـ
- 2626 رجب 1446  هـ
- 2727 رجب 1446  هـ
- 2828 رجب 1446  هـ
- 2929 رجب 1446  هـ
- 3030 رجب 1446  هـ
- 311 شعبان 1446  هـ

6 يناير أو 6 كانون الثاني أو يوم 6 \ 1 (اليوم السادس من الشهر الأوَّل) هو اليوم السادس (6) من السنة وفقًا للتقويم الميلادي الغربي (الغريغوري). يبقى بعده 359 يومًا لانتهاء السنة، أو 360 يومًا في السنوات الكبيسة.

## أحداث
- 1066 تتويج هارولد جودوينسون ليصبح ملكاً لإنجلترا.
- 1784 - الدولة العثمانية والإمبراطورية الروسية توقعان اتفاقية سلام عرفت باسم «اتفاقية القسطنطينية»، وهي الاتفاقية التي أنهت الحرب الروسية العثمانية.
- 1838 - نجاح تجربة صمويل مورس الخاصة بالتلغراف الكهربائي ولأول مرة.
- 1912 - نيومكسيكو تصبح الولاية 47 التي تنضم للولايات المتحدة.
- 1921 - تأسيس الجيش العراقي.
- 1929 - الأم تريزا تصل إلى كلكتا، الهند وتبدأ في مساعدة الفقراء والمرضى.
- 1941 - الرئيس الأمريكي فرانكلين روزفلت يلقي خطابًا تحدث فيه عن حقوق الإنسان وسمي هذا الخطاب خطاب الحريات الأربع.
- 1950 - المملكة المتحدة تعترف بجمهورية الصين الشعبية كممثل وحيد للشعب الصيني وتسحب اعترافها بتايوان.
- 1964 - إصدار الدستور المؤقت لليمن الشمالي.
- 1992 - هروب الرئيس الجورجي زفياد جامساخورديا إثر انقلاب عسكري أدى إلى تولي إدوارد شيفردنادزه الرئاسة.
- 2000 - العشرات من الصهاينة العاملين في سلطة الآثار الإسرائيلية يتظاهرون إحتجاجًا على عمليات الترميم في المسجد الأقصى.
- 2012 - وقوع تفجير في حي الميدان بدمشق استهدف دورية لقوات حفظ النظام أدى إلى مقتل 26 شخصاً وجرح 60 آخرين معظمهم من المدنيين. في وقت لاحق نُشر على الإنترنت تسجيل تتبنى فيه المسؤولية عن التفجير مجموعة جهادية مرتبطة بتنظيم القاعدة تحمل اسم «جبهة النصرة لأهل الشام» وكان ذلك التفجير الأول الذي تتبناه جبهة النصرة في سوريا.
- 2018 - مصرع 32 على الأقل وإصابة العشرات في حادثة تصادم ناقلة نفط إيرانية مع سفينة شحن صينية في بحر الصين الشرقي.
- 2019 - الممثل جيف بريدجز يتلقّى جائزة سيسيل بي دوميل الفخريّة في حفل توزيع جوائز الغولدن غلوب السادس والسبعين.
- 2021 - اقتحام المتظاهرين لمبنى كابيتول الولايات المتحدة، مما عطل تصديق الكونغرس الأمريكي على الانتخابات الرئاسية الأمريكية 2020.
- 2023 - انطلاق النسخة الخامسة والعشرين من بطولة كأس الخليج العربي لكرة القدم في مدينة البصرة جنوب العراق.

## مواليد
- 1367 - ريتشارد الثاني، ملك إنجلترا.
- 1412 - جان دارك، مقاتلة وبطلة قومية فرنسية.
- 1870 - جوستاف باور، مستشار ألمانيا.
- 1883 - جبران خليل جبران، أحد شعراء المهجر من أصل لبناني.
- 1896 - زكريا أحمد، موسيقي مصري.
- 1906 - عبد العظيم الربيعي، فقيه وشاعر وكاتب إيراني.
- 1916 - محسن سرحان، ممثل مصري.
- 1931 - خوان غويتصولو، كاتب وشاعر إسباني.
- 1937 - أندروود دودلي، رياضياتي أمريكي.
- 1937 - باولو كونتي، مغني إيطالي.
- 1938 - أدريانو تشيلنتانو، مغني وممثل إيطالي.
- 1942 - فوزية الشندي، ممثلة عراقية.
- 1943 - تيري فينابلز، لاعب ومدرب كرة قدم إنجليزي.
- 1953 - مانفريد كالتز، لاعب كرة قدم ألماني.
- 1955 - روان أتكينسون، ممثل إنجليزي.
- 1957 - مايكل فول، عالم فيزياء فلكية ورائد فضاء بريطاني أمريكي.
- 1960 - نايجيلا لاوسون، كاتبة صحفية وإعلامية إنجليزية تعنى بأمور الطبخ.
- 1968 - أحمد عيد، ممثل مصري.
- 1976 - جوني يونغ بوش، ممثل أمريكي.
- 1980 - ستيد مالبرانك، لاعب كرة قدم فرنسي.
- 1981 - رينكو كيكوتشي، ممثلة يابانية.
- 1986 - جنات، مغنية مغربية.
- 2000 - شوهوا مغنية كورية جنوبية.

## وفيات
- 1537 - ألساندرو دي ميديشي، دوق فلورنسا.
- 1693 - محمد الرابع، سلطان عثماني.
- 1852 - لويس بريل، مدرس فرنسي للمكفوفين ومخترع طريقة بريل للقراءة بالنسبة للمكفوفين.
- 1918 - جورج كانتور، عالم رياضيات ألماني.
- 1919 - ثيودور روزفلت، رئيس الولايات المتحدة السادس والعشرون.
- 1934 - هيربرت تشابمان، لاعب ومدرب كرة قدم إنجليزي.
- 1940 - محمد مهدي الكيشوان، فقيه مسلم ومؤلف عراقي.
- 1981 - آرتشيبالد جوزيف كرونين، أديب اسكتلندي.
- 1982 - أحمد البشر الرومي، أديب كويتي.
- 1988 - علي بن صالح الغامدي، شاعر سعودي.
- 1990 - بافل تشيرنكوف، عالم فيزياء روسي حاصل على جائزة نوبل في الفيزياء عام 1958.
- 2009 - موسى لاشين، عالم مسلم أزهري مصري.
- 2013 - قاضي حسين أحمد باكستاني، زعيم سابق للجماعة الإسلامية في باكستان.
- 2014 - مونيكا سبير، ممثة وعارضة أزياء فنزويلية، وملكة جمال فنزويلا عام 2004 .
- 2017 - أوم بوري، ممثل هندي.
- 2022 -
  - مها أبو عوف، ممثلة مصرية.
  - سيدني بواتييه، ممثل أمريكي باهامي.

## أعياد ومناسبات
- عيد الميلاد لدى كنيسة الأرمن الأرثوذكس، وليلة عيد الميلاد لدى غالبية الطوائف المسيحية الشرقية.
- عيد الجيش في العراق.
- عيد الظهور الإلهي أو «عيد الملوك» أو ما يسمى عيد الغطاس لدى الطوائف المسيحية.

## وصلات خارجية
- وكالة الأنباء القطريَّة: حدث في مثل هذا اليوم.
- النيويورك تايمز: حدث في مثل هذا اليوم.
- BBC: حدث في مثل هذا اليوم.